# Dolores (Uruguay)
Dolores is een stad in Uruguay, gelegen in het departement Soriano aan de San Salvador. De stad telt 14.764 inwoners (2004) en is daarmee de tweede stad van het departement na de hoofdstad Mercedes.

## Geboren
- Juan Carlos Blanco (1946), voetballer en voetbalcoach